# Elizabeth Brown
Elizabeth Atkinson Rash Brown (Louisville, 16 febbraio 1932 – New York, 8 agosto 2024) è stata una storica statunitense.
Fu professoressa emerita di storia al Brooklyn College, della City University di New York, studiosa e autrice di numerose pubblicazioni, nota per i suoi scritti sul feudalesimo.

## Carriera
Elizabeth A.R. Brown completò i suoi studi universitari conseguendo la laurea triennale allo Swarthmore College, seguita da un master e un dottorato di ricerca al Radcliffe College e all'Università di Harvard. La sua carriera accademica fu segnata da numerosi riconoscimenti, tra cui la sua elezione, nel 2009, a seconda vicepresidente della Medieval Academy of America, posizione che ricoprì fino al 2010, anno in cui divenne presidente dell'istituzione per il biennio 2010-2011.
Nel corso della sua lunga carriera, Elizabeth Brown insegnò al Brooklyn College di New York per diversi decenni. Dopo il pensionamento, continuò a contribuire alla didattica, insegnando anche presso le università di Yale e Berkeley. Iniziò a pubblicare lavori accademici nel 1958 e produsse oltre 130 articoli e libri. Concentrò i suoi studi soprattutto sulla dinastia dei Capetingi nella Francia dei secoli XIII e XIV.
Nel 1974, con il suo articolo "The Tyranny of a Construct: Feudalism and Historians of Medieval Europe", Brown diede avvio a una discussione divenuta di notevole importanza accadimica negli anni successivi. In questo scritto, infatti, mise in discussione l'utilizzo del termine "feudalesimo" come concetto utile per analizzare la società medievale. Brown sottolineò come i costrutti storiografici possano influenzare la ricerca storica, mettendo in guardia contro il rischio che tali categorie analitiche siano troppo esclusive.
Elizabeth A.R. Brown morì a New York l'8 agosto 2024 all'età di 92 anni. Nel corso del 2024 donò un importante lascito alle biblioteche dell'Università della Pennsylvania, creando un archivio destinato a raccogliere i documenti degli storici medievali, inclusa anche la sua collezione personale.

## Lavori

### Monografie
- Aiuti consuetudinari e finanza reale nella Francia dei Capetingi: l'aiuto matrimoniale di Filippo il Bello; (Copertina rigida, Medieval Academy of Amer)

ISBN 0-915651-00-9 (0-915651-00-9)
- "Franchi, Borgognoni e Aquitani" e la cerimonia dell'incoronazione reale in Francia; (Diane Pub Co.)

ISBN 0-87169-827-7 (0-87169-827-7)
- Jean Du Tillet e le guerre di religione francesi: cinque trattati, 1562–1569; (Copertina rigida, Mrts)

ISBN 0-86698-155-1 (0-86698-155-1)
- La monarchia della Francia dei Capetingi e il cerimoniale reale; (Copertina rigida, Variorum)

ISBN 0-86078-279-4 (0-86078-279-4)
- Collezione di Oxford dei disegni di Roger De Gaigni'Eres e delle tombe reali di Saint-Denis; (Diane Pub. Società

ISBN 0-87169-785-8 (0-87169-785-8)
- Politica e istituzioni nella Francia dei Capetingi; (Ashgate Pub. Co.)

ISBN 0-86078-298-0 (0-86078-298-0)

### Articoli
- (EN) vol. 14, DOI:10.1017/S0362152900010072, ISSN 0362-1529 (WC · ACNP),  https://www.cambridge.org/core/journals/traditio/article/abs/cistercians-in-the-latin-empire-of-constantinople-and-greece-12041276/29AD626C2818B8792D5A0A89099B6650.
- "Taxation and Morality in the Thirteenth and Fourteenth Centuries: Conscience and Political Power and the Kings of France", French Historical Studies, Vol. 8, No. 1 (Spring, 1973), pp. 1-28.
- vol. 79, DOI:10.2307/1869563, ISSN 0002-8762 (WC · ACNP),  https://www.jstor.org/stable/1869563.
- "The Ceremonial of Royal Succession in Capetian France: The Funeral of Philip V", Speculum, Vol. 55, No. 2 (Apr. 1980), pp. 266-293.
- (EN) vol. 1, DOI:10.1080/02606755.1981.9525590, ISSN 0260-6755 (WC · ACNP),  http://www.tandfonline.com/doi/abs/10.1080/02606755.1981.9525590.
- vol. 63, DOI:10.2307/2852635,  https://www.journals.uchicago.edu/doi/abs/10.2307/2852635?journalCode=spc.
- "Authority, the Family, and the Dead in Late Medieval France", French Historical Studies, Vol. 16, No. 4 (Autumn, 1990), pp. 803-832.
- "Philip V, Charles IV, and the Jews of France: The Alleged Expulsion of 1322", Speculum, Vol. 66, No. 2 (Apr. 1991), pp. 294–329.